# Aptesis cretata
Aptesis cretata là một loài tò vò trong họ Ichneumonidae.